# Eschweilera piresii
Eschweilera piresii är en tvåhjärtbladig växtart som beskrevs av Scott A. Mori. Eschweilera piresii ingår i släktet Eschweilera och familjen Lecythidaceae.

## Underarter
Arten delas in i följande underarter:
- E. p. piresii
- E. p. viridipetala